# Josep Maria Trias de Bes
Josep Maria Trias de Bes i Giró (Barcelona, 5 de novembre de 1890- Barcelona, 1965) va ser un jurista i polític català, diputat a Corts durant la restauració borbònica i durant la Segona República.

## Biografia
Es llicencià en dret a la Universitat de Barcelona. Després de doctorar-se en dret a la Universitat de Madrid va ser catedràtic de dret internacional a la Universitat de Salamanca (des del 1916 fins al 1919) i posteriorment a la de Barcelona (des del 1919 fins al 1960). També treballà com a advocat al bufet del seu pare.
En el camp polític va ser militant de la Lliga Regionalista i diputat al Congrés dels Diputats els anys 1919, 1923, 1933 i 1936 per les circumscripcions de la Seu d'Urgell i Granollers.
A més, va ser elegit diputat al Parlament de Catalunya a les eleccions al Parlament de Catalunya de 1932. Trias de Bes va ser el marmessor i assessor de Francesc Cambó i Batlle. Durant la Guerra Civil, es va oferir com a expert en Relacions Internacionals a la direcció del bàndol nacional, encapçalada per Francisco Franco. D'altra banda, va ser membre del consell privat del comte de Barcelona.
Fou un dels vint-i-dos juristes addictes a la revolta que, designats pel Ministeri de Governació, el 21 de desembre de 1938 van elaborar el “dictamen sobre la il·legitimitat de poders actuants el 18 de juliol de 1936”.
En el franquisme, va ser cap de l'assessoria del Ministeri d'afers exteriors. També va ser membre de la Comissió de Codificació del Ministeri de Justícia i va representar Espanya en el Tribunal Internacional de Justícia. Com a jurista va presidir l'Acadèmia de Jurisprudència i Legislació de Catalunya. i fou membre de la Reial Acadèmia de Ciències Morals i Polítiques des de 1945. Va morir a Barcelona l'any 1965.

## Família
Josep Maria Trias de Bes i Giró és fill de Joan de Déu Trias (1859-1914) i Rosa Bes Baguer. Alhora, és net de Frederic Trias.
Es casà amb Teresa Borràs de Quadras i tingueren tres fills:
1. Josep Maria Trias de Bes i Borràs, pare de Josep Maria Trias de Bes i Serra, el seu net.
2. Rosa Trias de Bes i Borràs.
3. Montserrat Trias de Bes i Borràs, casada amb Francesc Tusquets Padrosa i mare de Francesc Tusquets i de Carles Tusquets, també nets de Josep Maria.[5]

La seva germana Montserrat Trias de Bes i Giró estava casada amb el ginecòleg Santiago Dexeus i Font (el seu cunyat, per tant), de manera que és oncle dels germans Josep Maria Dexeus i Trias de Bes i Santiago Dexeus, fundadors de l'Institut Universitari Dexeus.
El seu germà Lluís Trias de Bes i Giró fou president del Col·legi Oficial de Metges de Barcelona des del 1958, i president de la Sociedad Española de Cardiología, des del 1959 al 1963, i creà el servei de cardiologia i cirurgia cardíaca de l'Hospital de la Creu Roja de Barcelona.
Alhora, també és avi de Xabier Añoveros i Julio Añoveros i ressogre de Julia García-Valdecasas.

## Obres
- Nuevas orientaciones sobre la nacionalidad y la admisión de extranjeros (1913)
- Derecho internacional público y privado (1926)
- Derecho internacional privado (1932)